# Remedy (album Basement Jaxx)
Remedy – pierwszy album grupy Basement Jaxx, wydany w roku 1999.

## lista utworów
1. "Rendez-Vu" (Felix Buxton, Simon Ratcliffe) - 5:45
2. "Yo-Yo" (Buxton, Ratcliffe) - 4:29
3. "Jump N' Shout" (Buxton, M. James, Ratcliffe) - 4:42
4. "U Can't Stop Me" (Buxton, Ratcliffe) - 3:40
5. "Jaxxalude" - 0:35
6. "Red Alert" (Buxton, Ratcliffe) - 4:17
7. "Jazzalude" - 0:23
8. "Always Be There" (Buxton, Ratcliffe) - 6:24
9. "Sneakalude" - 0:11
10. "Same Old Show" (Buxton, Ratcliffe) - 5:55
11. "Bingo Bango" (Buxton, Ratcliffe) - 5:58
12. "Gemilude" - 0:47
13. "Stop 4 Love" (Buxton, Ratcliffe) - 4:53
14. "Don't Give Up" (Buxton, Ratcliffe) - 5:15
15. "Being with U" (Buxton, Ratcliffe) - 3:49